# Liste der Biografien/Bacz
Liste der Biografien |
Portal Biografien |
Personensuche
# |
A |
B |
C |
D |
E |
F |
G |
H |
I |
J |
K |
L |
M |
N |
O |
P |
Q |
R |
S |
T |
U |
V |
W |
X |
Y |
Z |
?
 
Ba |
Be |
Bd |
Bg |
Bh |
Bi |
Bj |
Bl |
Bm |
Bn |
Bo |
Br |
Bs |
Bu |
Bw |
By |
Bz
 
Baa |
Bab |
Bac |
Bad |
Bae |
Baf |
Bag |
Bah |
Bai |
Baj |
Bak |
Bal |
Bam |
Ban |
Bao |
Bap |
Baq |
Bar |
Bas |
Bat |
Bau |
Bav |
Baw |
Bax–Baz
 
Baca |
Bacc |
Bace |
Bach |
Baci |
Back |
Bacl |
Bacm |
Baco |
Bacq |
Bacr |
Bacs |
Bacu |
Bacv |
Bacy |
Bacz
Die Liste der Biografien führt alle Personen auf, die in der deutschsprachigen Wikipedia einen Artikel haben. Dieses ist eine Teilliste mit 16 Einträgen von Personen, deren Namen mit den Buchstaben „Bacz“ beginnt.

## Bacz

### Bacza
- Baczakó, Péter (1951–2008), ungarischer Gewichtheber

### Bacze
- Baczewski, Jan (1890–1958), deutsch-polnischer Funktionär des Bundes der Polen in Deutschland und preußischer Abgeordneter
- Baczewski, Marek Krystian Emanuel (* 1966), polnischer Dichter, Prosaschriftsteller und Literaturkritiker

### Baczk
- Baczko, Albert von (1799–1882), preußischer Generalleutnant und Kommandeur der 2. Division
- Baczkó, Bernadett (* 1986), ungarische Judoka
- Baczko, Bronisław (1924–2016), polnisch-schweizerischer Philosoph
- Baczko, Elisabeth von (1868–1941), deutsche Innenarchitektin und Möbeldesignerin
- Baczko, Felicitas von (1877–1957), Fotografin der Neuen Sachlichkeit
- Baczko, Joseph Theodor Sigismund von (1751–1840), preußischer Generalmajor und Chef des Dragonerregiments Nr. 7
- Baczko, Ludwig von (1756–1823), deutscher Schriftsteller
- Baczko, Reinhard von (1830–1913), preußischer Generalmajor
- Bączkowska, Irena (1902–2006), polnische Agrarwissenschaftlerin und Schriftstellerin

### Baczy
- Baczyk, Stephanie (* 1986), deutsche Sportjournalistin und -reporterin
- Baczyński, Krzysztof Kamil (1921–1944), polnischer DichterKrzysztof Kamil Baczyński (1921–1944)

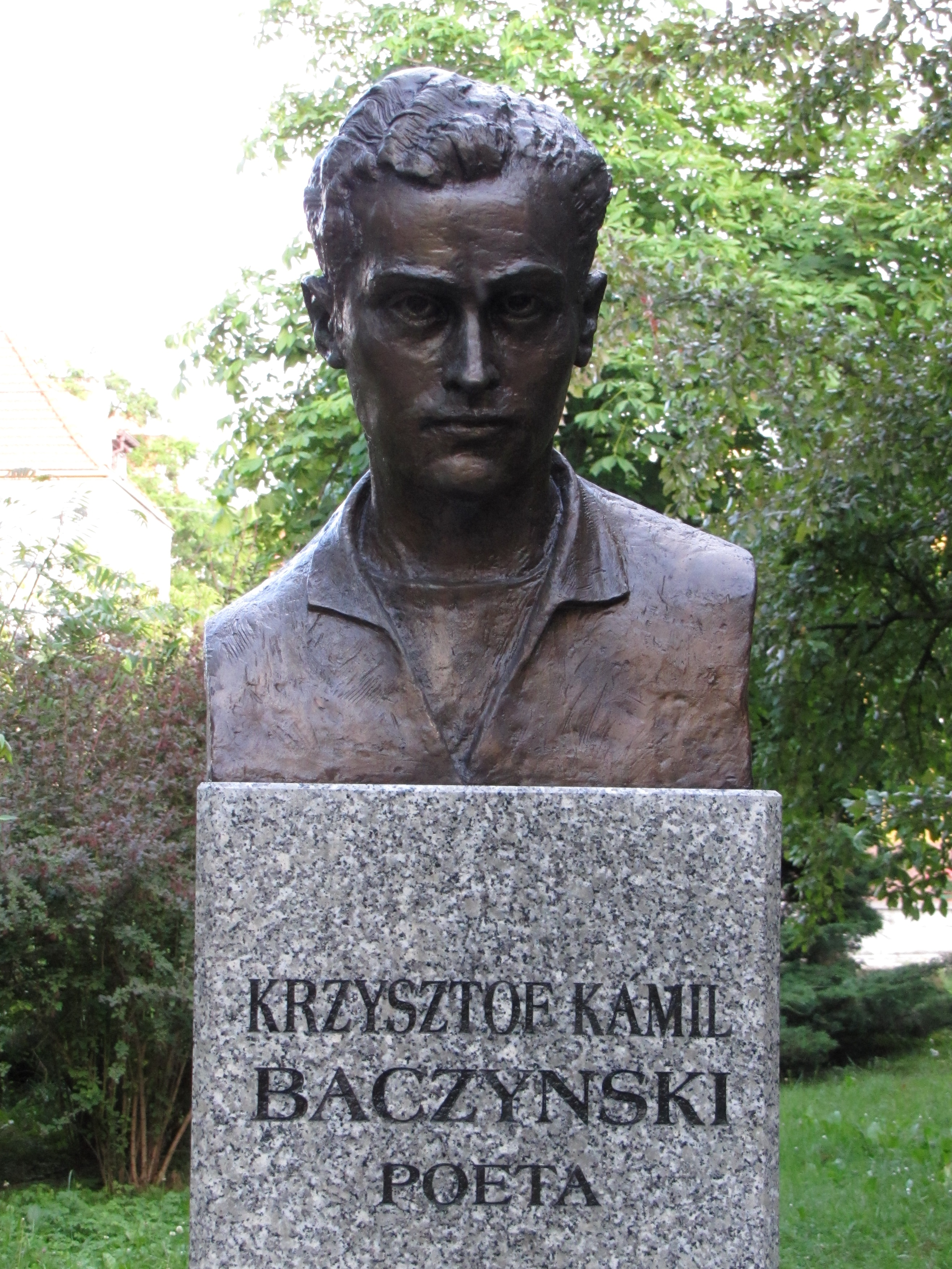
Krzysztof Kamil Baczyński (1921–1944)

- Baczyński, Stanisław (1890–1939), polnischer Schriftsteller
- Baczynskyj, Volodymyr (1880–1927), österreichischer Jurist und Politiker, Mitglied des Galizischen Landtages und des Österreichischen Abgeordnetenhauses